# Severianus (Statthalter)
(Marcius?) Severianus war ein römischer Politiker Mitte des 3. Jahrhunderts n. Chr.
Severianus war der Vater oder Bruder der Marcia Otacilia Severa, die mit Kaiser Philippus Arabs verheiratet war. Der Beiname Severus scheint in der Familie der Marcii Otacilii üblich gewesen zu sein, denn sowohl die Kaiserin als auch ihr Sohn Philippus II. trugen ihn. Es ist wohl anzunehmen, dass die Familie diesen Beinamen unter den Severern annahm.
Severianus wurde wohl zu Beginn der Herrschaft des Philippus Arabs, wie der Bericht des Zosimos nahelegt, als Statthalter der römischen Provinzen Macedonia (Makedonien) und beider Mösien – Moesia inferior (Niedermösien) und Moesia superior (Obermösien) – in eine provinzübergeordnete militärische Funktion eingesetzt. Zosimos selbst stellt die Ernennung in Zusammenhang mit der Einsetzung des Bruders des Kaisers, Gaius Iulius Priscus, im Osten, der ebenfalls eine provinzialübergreifende Stellung innehatte. Unsicher ist, ob Severianus seine Funktion als Senator oder – wie Priscus – als Ritter ausübte. Es wird erwogen, ob Severianus identisch sein könnte mit dem namentlich nicht genannten Konsular einer Inschrift aus Naissus aus dem Jahr 245 (AE 1957, 00135). Falls dies zutreffen würde, hätte Severianus tatsächlich senatorischen Rang gehabt.